# Yunis Nuri
Yunis Nuri ou Yunus Nuri (nom complet : Yunis Haji Süleyman oglu Süleymanov; né le 23 janvier 1878 à Erevan, district d'Erevan, Empire russe et mort le janvier 1950 à Erevan, RSS d'Arménie, URSS) est un acteur azerbaïdjanais, artiste émérite de la RSS d'Arménie (1935). Il est l'un des fondateurs du théâtre azerbaïdjanais à Erevan.

## Biographie
Yunis Nuri est né le 23 janvier 1878 dans le quartier de la ville d'Erevan, dans la maison ancestrale, à côté de la mosquée Hadji Novruzali, dans la famille de Haji Suleyman, l'une des personnes les plus respectées de la ville. Les arrière-grands-pères de Y. Nuri venaient du village de Sabunchu du district de Gamarli (aujourd'hui Artashat) situé dans la vallée d'Ağrı. 
Il commence à jouer au théâtre en 1896 à Erivan et jusqu'à la fin de sa vie, il travaille au Théâtre azerbaïdjanais  d'Erevan.

## Activité théâtrale
Il joue les rôles tels que Hadji Gara ("Hadji Gara", Mirza Fatali Akhoundov), Soltan-bek ("Arshin mal alan", Uzeyir Hadjibeyov), médecin Jean-Baptiste Molière "Le Médecin malgré lui"), Atakichi, Allahverdi ("Sevil" , "1905", Djafar Djabbarly), Giko ("Pepo", Gabriel Sundukyan), Cheikh Nasrullah ("Les morts",  Djalil Mammadquluzade) et d'autres. 

## Rôles au cinéma
Yunis Nuri  interprète également des rôles au cinéma, dans des films tels que "Khas-puch", "Zangezur", "Pêcheurs de Sevan", "Anait", etc.